# Sternstraße (Hamburg)
Die Sternstraße im Stadtteil Hamburg-Sternschanze verbindet in Nord-Süd-Richtung die Lagerstraße und die Straße Neuer Kamp, sie verläuft dabei parallel zur 125 Meter davon westlich verlaufenden Schanzenstraße. Die an der Straße anliegenden Flächen werden teils gewerblich, teils zu Wohnzwecken genutzt. Viele Gebäude auf der östlichen Straßenseite liegen schon im Stadtteil St. Pauli.
Von der Sternstraße zweigen, von Nord nach Süd folgend, die Kampstraße, Ludwigstraße, Augustenpassage und Beckstraße sämtlich nach Westen ab, wobei die Kampstraße noch ein kurzes Stück nach Osten zu einem der Eingänge des Fleischgroßmarkt Hamburg führt. An der Nordost-Ecke dieses Abzweigs befindet sich die Kult-Kneipe „Erikas Eck“.

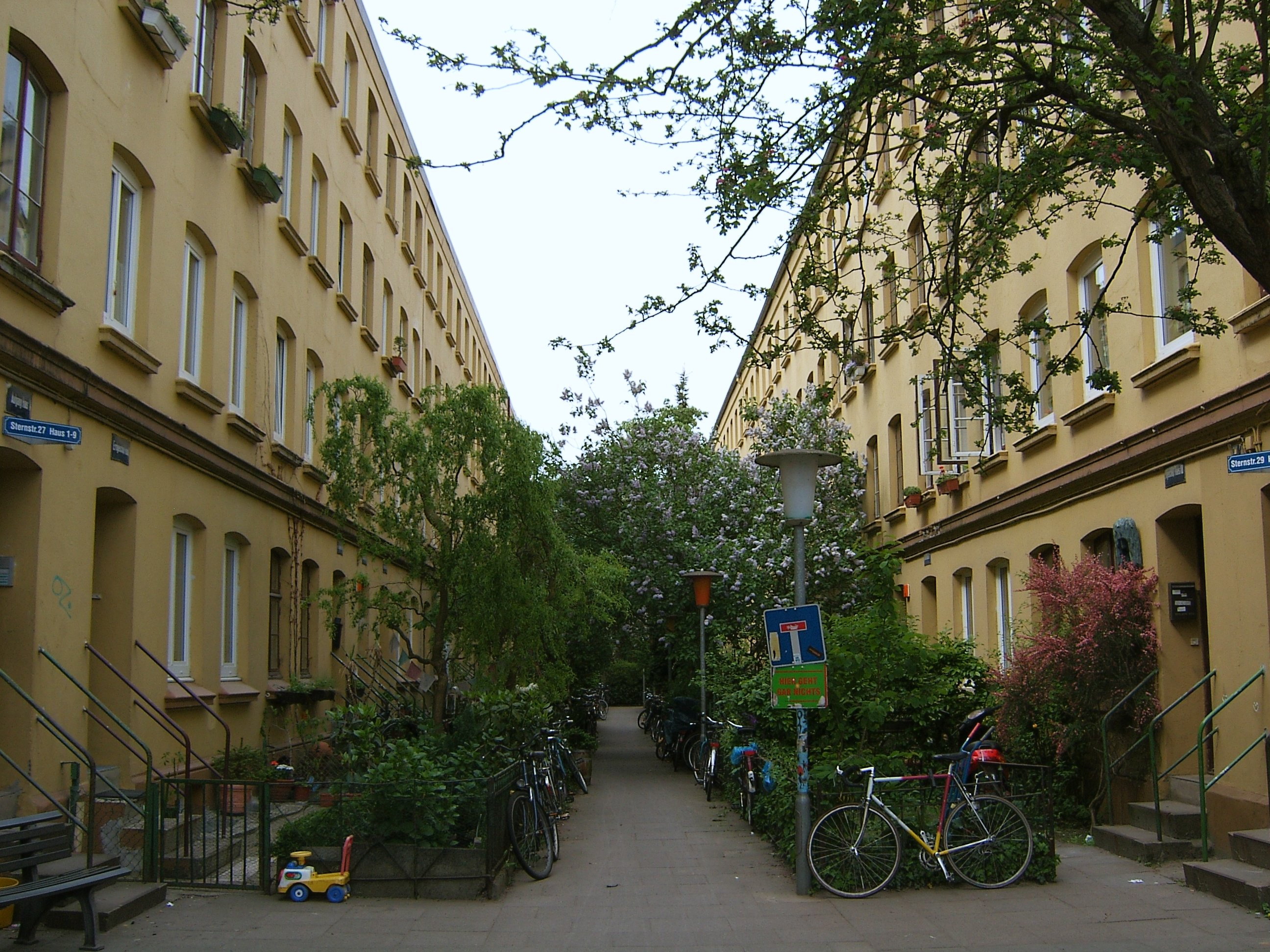
Wohnterrassen Sternstraße 27–29
Sternstrasse 4 „Schlachthofpassage“
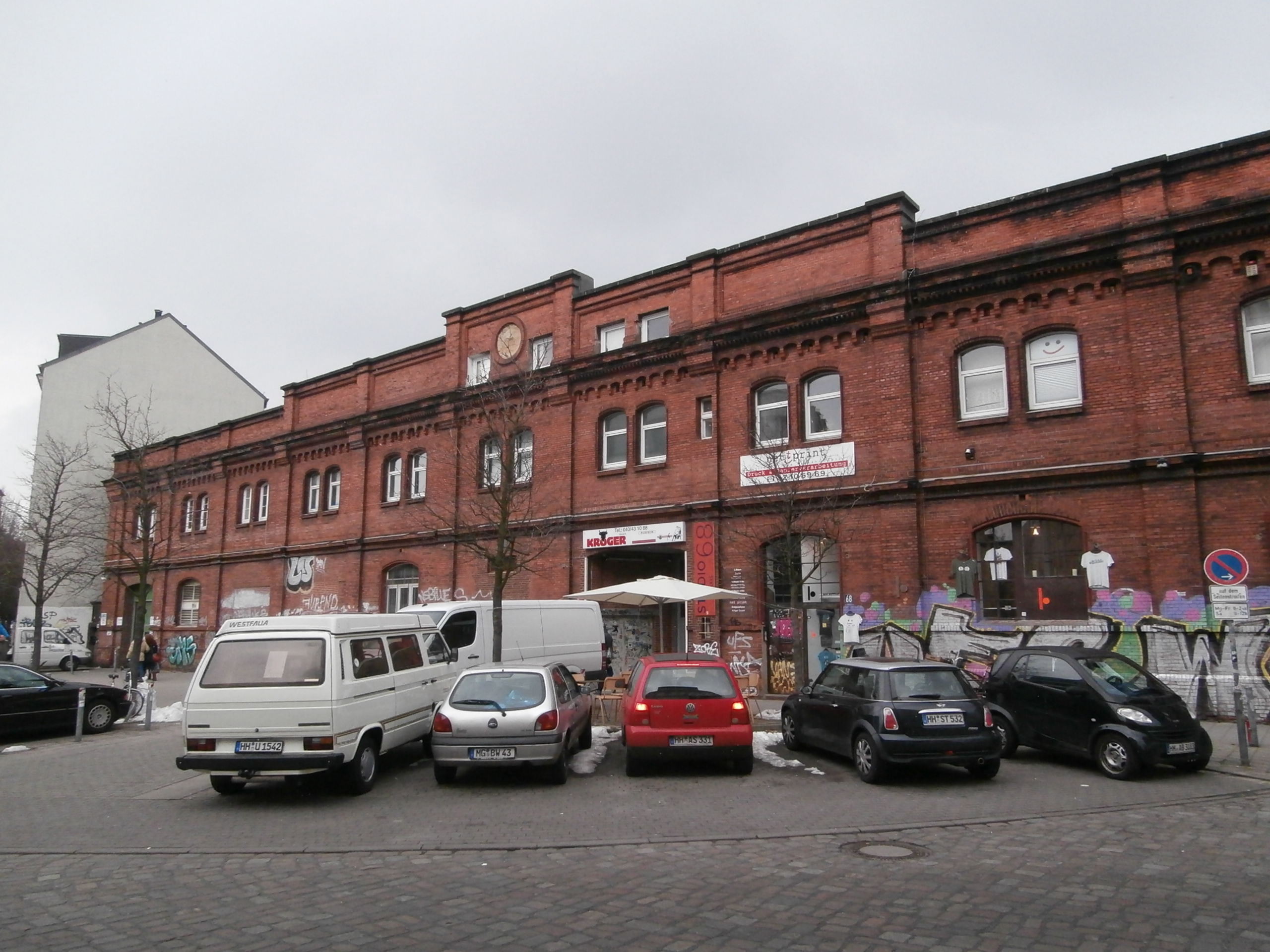
Ehemaliger Eingang zum „Central-Schlachthof“ Sternstrasse_68
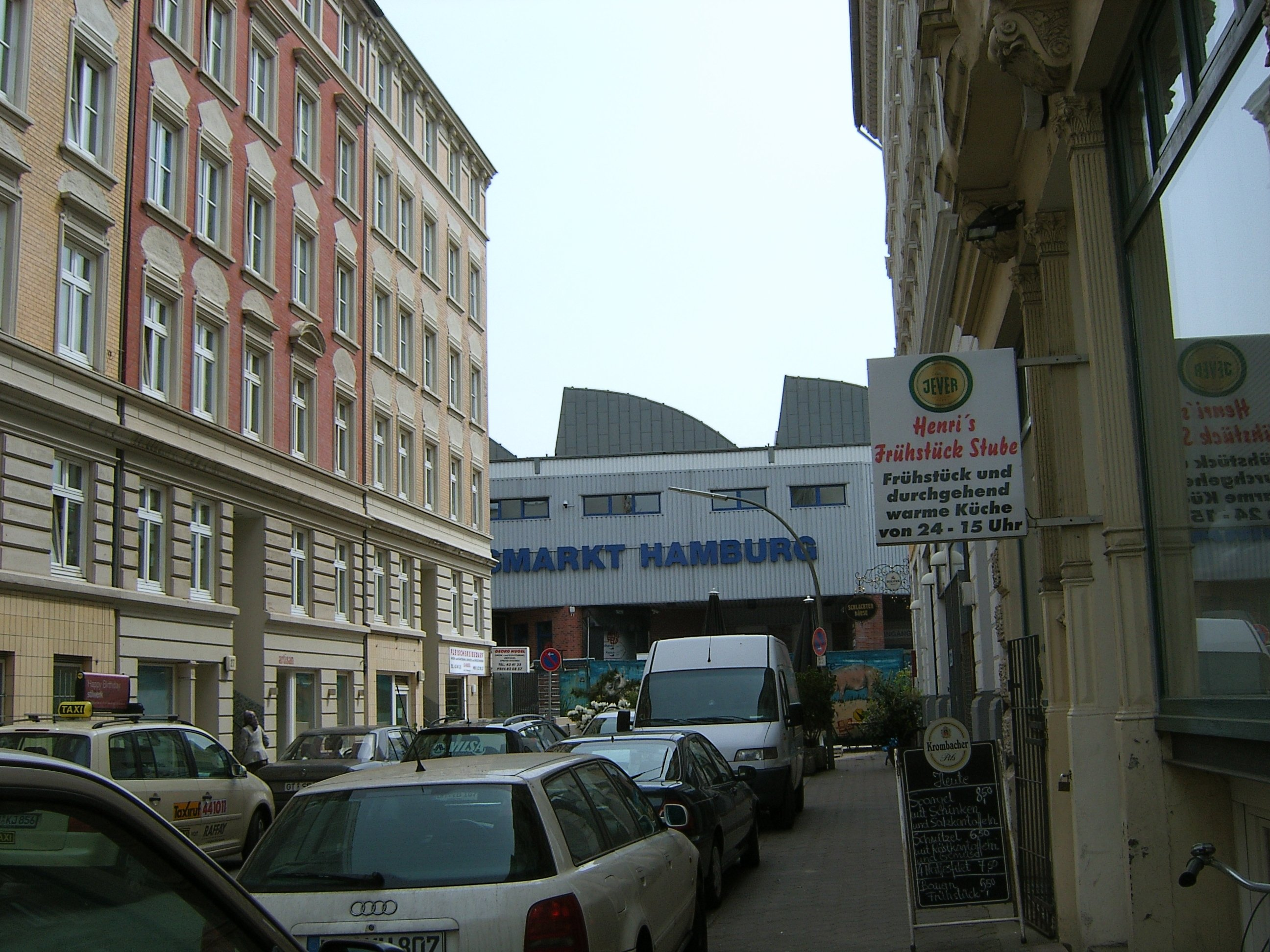
Von der Sternstraße abzweigende Kampstraße zum Fleischgroßmarkt
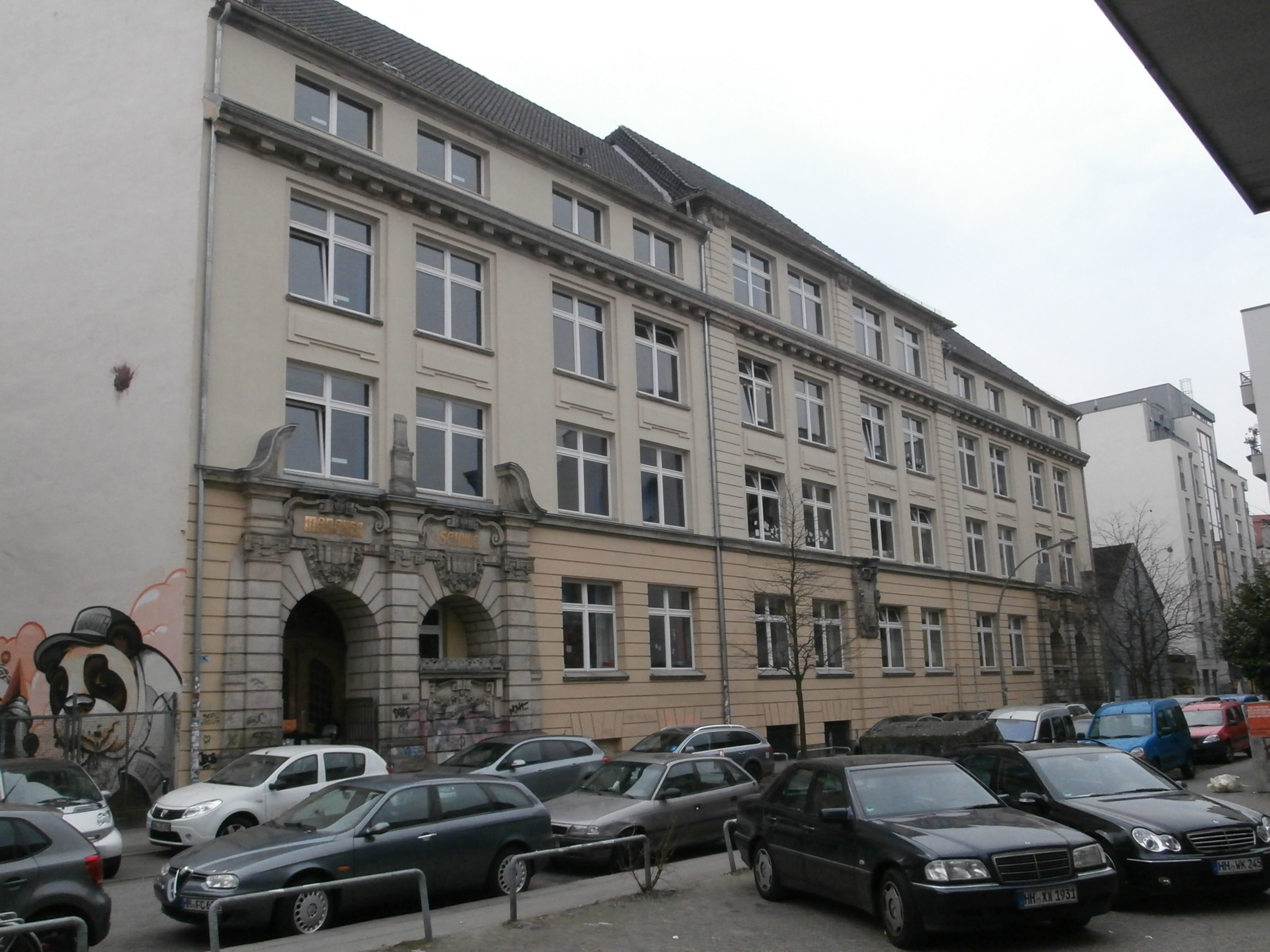
Von der Sternstraße abzweigende Ludwigstraße, Schule

Etwa 100 Meter vor der Einmündung der Sternstraße in die Straße Neuer Kamp zweigt der Fußweg „Schlachthofpassage“ mit einem Durchgang durch Baulichkeiten des ehemaligen Central-Schlachthofs nach Osten ab und geht in die Marktstraße über. Direkt gegenüber der erwähnten Einmündung befindet sich die heutige Eingangsfront der Rindermarkthalle.
Bei den Hausnummern 27–29 sind Wohnhäuser quer abzweigend als sogenannte Wohnterrassen angelegt, hier die „Zollischeck-Terrassen“ genannt.
Koordinaten: 53° 33′ 36″ N, 9° 58′ 0,4″ O